# Romain Sicard
Romain Sicard (Bayonne, 1 januari 1988) is een voormalig Frans-Baskisch wielrenner die reed voor het Baskische Euskaltel-Euskadi en Franse Direct Énergie.

## Carrière
In 2004 werd Sicard, samen met Vincent Dauga, nationaal kampioen ploegkoers bij de nieuwelingen. Twee jaar later werd hij derde bij de junioren.
In 2009 won Sicard, in dienst van Orbea, de Subida al Naranco en een etappe in de Ronde van de Isard. In september won hij de achtste etappe en het eindklassement in de Ronde van de Toekomst, waarna hij op het wereldkampioenschap de beloftentitel opeiste.
In 2010 werd Sicard prof bij Euskaltel-Euskadi. Na Unai Etxebarria en Thierry Elissalde was hij de derde niet-Spaanse Bask die voor Euskaltel reed.
In de zomer van 2010 verlengde hij zijn contract tot 2012, met een optie op twee jaar extra. Toen Euskaltel eind 2013 als sponsor stopte vertrok Sicard naar Team Europcar.
Op 9 april 2021 maakte Sicard bekend per direct te stoppen als wielrenner door hartproblemen. De Ronde van Spanje in het najaar van 2020 was de laatste profkoers van de Bask.

## Baanwielrennen

### Palmares
| Jaar     | FK         | EK       | WK       | Overig   |
| Junioren | Junioren   | Junioren | Junioren | Junioren |
| -------- | ---------- | -------- | -------- | -------- |
| 2006     | Ploegkoers |          |          |          |
| Elite    |            |          |          |          |
| 2008     | Scratch    |          |          |          |

## Wegwielrennen

### Overwinningen
2009
Subida al Naranco
2e etappe Ronde van de Isard
8e etappe Ronde van de Toekomst
Eindklassement Ronde van de Toekomst
 Wereldkampioen op de weg, Beloften

### Resultaten in voornaamste wedstrijden
| Jaar | Ronde van Italië | Ronde van Frankrijk | Ronde van Spanje |
| ---- | ---------------- | ------------------- | ---------------- |
| 2010 |                  |                     |                  |
| 2011 |                  |                     |                  |
| 2012 |                  |                     | 44e              |
| 2013 |                  | 122e                |                  |
| 2014 | 51e              |                     | 13e              |
| 2015 |                  | 33e                 | 15e              |
| 2016 |                  | 81e                 | 55e              |
| 2017 |                  | 66e                 |                  |
| 2018 |                  | 73e                 |                  |
| 2019 |                  | 80e                 |                  |
| 2020 |                  | 31e                 | 45e              |

| Jaar | Gent-Wevelgem | Ronde van Vlaanderen | Parijs-Roubaix | Amstel Gold Race | Luik-Bast.‑Luik | Ronde van Lombardije | Waalse Pijl | Clásica San Sebastián |  | Wereldranglijsten |
| ---- | ------------- | -------------------- | -------------- | ---------------- | --------------- | -------------------- | ----------- | --------------------- |  | ----------------- |
| 2010 | 104e          | opgave               | opgave         |                  |                 |                      |             |                       |  | 210e (UWK)        |
| 2011 |               |                      |                |                  |                 |                      |             |                       |  |                   |
| 2012 |               |                      |                | 64e              | 96e             |                      | 52e         | 47e                   |  | 238e (UWT)        |
| 2013 |               |                      |                | opgave           | 115e            |                      |             | 136e                  |  |                   |
| 2014 |               |                      |                |                  | 112e            | 28e                  | 51e         | 27e                   |  | 108e (UWT)        |
| 2015 |               |                      |                |                  |                 |                      |             |                       |  |                   |
| 2016 |               |                      |                |                  | 89e             |                      |             |                       |  |                   |
| 2017 |               |                      |                | 81e              | 118e            | 45e                  | 91e         |                       |  |                   |
| 2018 |               |                      |                |                  | opgave          |                      |             |                       |  |                   |
| 2019 |               |                      |                |                  | 93e             |                      |             |                       |  |                   |
| 2020 |               |                      |                |                  |                 |                      |             |                       |  |                   |

## Ploegen
- 2009 –  Orbea
- 2010 –  Euskaltel-Euskadi
- 2011 –  Euskaltel-Euskadi
- 2012 –  Euskaltel-Euskadi
- 2013 –  Euskaltel Euskadi
- 2014 –  Team Europcar
- 2015 –  Team Europcar
- 2016 –  Direct Énergie
- 2017 –  Direct Énergie
- 2018 –  Direct Énergie
- 2019 –  Direct Énergie
- 2020 –  Total Direct Energie
- 2021 –  Total Direct Energie (tot en met 9 april)